# Temporada 1995-96 de los Seattle SuperSonics
La temporada 1995-96 fue la vigesimonovena de los Seattle SuperSonics en la NBA. La temporada regular acabó con 64 victorias y 18 derrotas, ocupando el primer puesto de la conferencia Oeste, clasificándose para los playoffs, en los que alcanzaron las Finales, cayendo ante los Chicago Bulls.

## Elecciones en elDraft
| Ronda | Puesto | Jugador             | Posición | Nacionalidad   | Universidad/Club  |
| ----- | ------ | ------------------- | -------- | -------------- | ----------------- |
| 1     | 26     | Sherell Ford        | Alero    | Estados Unidos | UIC               |
| 2     | 54     | Eurelijus Žukauskas | Pívot    | Lituania       | Neptūnas Klaipėda |

## Temporada regular
| División Pacífico        | División Pacífico | División Pacífico | División Pacífico | División Pacífico | División Pacífico | División Pacífico | División Pacífico | División Pacífico |
| Equipo                   | G                 | P                 | %                 | PD                | Casa              | Fuera             | Div               |                   |
| ------------------------ | ----------------- | ----------------- | ----------------- | ----------------- | ----------------- | ----------------- | ----------------- | ----------------- |
| y-Seattle SuperSonics    | 64                | 18                | .780              | –                 | 38–3              | 26–15             | 21–3              |                   |
| x-Los Angeles Lakers     | 53                | 29                | .646              | 11                | 30–11             | 23–18             | 17–7              |                   |
| x-Portland Trail Blazers | 44                | 38                | .537              | 20                | 26–15             | 18–23             | 11–13             |                   |
| x-Phoenix Suns           | 41                | 41                | .500              | 23                | 25–16             | 16–25             | 9–15              |                   |
| x-Sacramento Kings       | 39                | 43                | .476              | 25                | 26–15             | 13–28             | 11–13             |                   |
| Golden State Warriors    | 36                | 46                | .439              | 28                | 23–18             | 13–28             | 7–17              |                   |
| Los Angeles Clippers     | 29                | 53                | .354              | 35                | 19–22             | 10–31             | 7–17              |                   |

## Playoffs

### Primera ronda
Seattle SuperSonics  vs. Sacramento Kings
| Fecha       | Partido                                      | Ciudad     |
| ----------- | -------------------------------------------- | ---------- |
| 26 de abril | Seattle SuperSonics 97, Sacramento Kings 85  | Seattle    |
| 28 de abril | Seattle SuperSonics 81, Sacramento Kings 90  | Seattle    |
| 30 de abril | Sacramento Kings 89, Seattle SuperSonics 96  | Sacramento |
| 2 de mayo   | Sacramento Kings 87, Seattle SuperSonics 101 | Sacramento |
|             | Seattle SuperSonics gana las series 3-1      |            |

### Semifinales de Conferencia
Seattle SuperSonics vs. Houston Rockets 
| Fecha      | Partido                                      | Ciudad  |
| ---------- | -------------------------------------------- | ------- |
| 4 de mayo  | Seattle SuperSonics 108, Houston Rockets 75  | Seattle |
| 6 de mayo  | Seattle SuperSonics 105, Houston Rockets 101 | Seattle |
| 10 de mayo | Houston Rockets 112, Seattle SuperSonics 115 | Houston |
| 12 de mayo | Houston Rockets 107, Seattle SuperSonics 114 | Houston |
|            | Seattle SuperSonics gana las series 4-0      |         |

### Finales de conferencia
Seattle SuperSonics  vs. Utah Jazz
| Fecha      | Partido                                 | Ciudad  |
| ---------- | --------------------------------------- | ------- |
| 18 de mayo | Seattle SuperSonics 102, Utah Jazz 72   | Seattle |
| 20 de mayo | Seattle SuperSonics 91, Utah Jazz 87    | Seattle |
| 24 de mayo | Utah Jazz 96, Seattle SuperSonics 76    | Utah    |
| 26 de mayo | Utah Jazz 86, Seattle SuperSonics 88    | Utah    |
| 28 de mayo | Seattle SuperSonics 95, Utah Jazz 98    | Seattle |
| 30 de mayo | Utah Jazz 118, Seattle SuperSonics 83   | Utah    |
| 2 de junio | Seattle SuperSonics 90, Utah Jazz 86    | Seattle |
|            | Seattle SuperSonics gana las series 4-3 |         |

### Finales de la NBA
Chicago Bulls vs. Seattle SuperSonics
| Fecha       | Partido                                   | Ciudad  |
| ----------- | ----------------------------------------- | ------- |
| 5 de junio  | Chicago Bulls 107, Seattle SuperSonics 90 | Chicago |
| 7 de junio  | Chicago Bulls 92, Seattle SuperSonics 88  | Chicago |
| 9 de junio  | Seattle SuperSonics 86, Chicago Bulls 108 | Seattle |
| 12 de junio | Seattle SuperSonics 107, Chicago Bulls 86 | Seattle |
| 12 de junio | Seattle SuperSonics 89, Chicago Bulls 78  | Seattle |
| 16 de junio | Chicago Bulls 87, Seattle SuperSonics 75  | Chicago |
|             | Chicago Bulls gana las finales 4-2        |         |

## Estadísticas

### Temporada regular
| Rk | Jugador          | Edad | P  | PT | MP   | TC  | TCI  | %TC  | T3  | T3I | %T3  | TL  | TLI | %TL  | RO  | RD  | RT   | AS  | RB  | TAP | BP  | FP  | PTS  |
| -- | ---------------- | ---- | -- | -- | ---- | --- | ---- | ---- | --- | --- | ---- | --- | --- | ---- | --- | --- | ---- | --- | --- | --- | --- | --- | ---- |
| 1  | Gary Payton      | 27   | 81 | 81 | 39.0 | 7.6 | 15.8 | .484 | 1.2 | 3.7 | .328 | 2.8 | 3.8 | .748 | 1.3 | 2.9 | 4.2  | 7.5 | 2.9 | 0.2 | 3.2 | 2.7 | 19.3 |
| 2  | Detlef Schrempf  | 33   | 63 | 60 | 34.9 | 5.7 | 11.7 | .486 | 1.2 | 2.8 | .408 | 4.6 | 5.9 | .776 | 1.2 | 4.0 | 5.2  | 4.4 | 0.9 | 0.1 | 2.3 | 2.8 | 17.1 |
| 3  | Hersey Hawkins   | 29   | 82 | 82 | 34.4 | 5.4 | 11.4 | .473 | 1.8 | 4.6 | .384 | 3.0 | 3.5 | .874 | 1.0 | 2.6 | 3.6  | 2.7 | 1.8 | 0.2 | 2.0 | 2.1 | 15.6 |
| 4  | Shawn Kemp       | 26   | 79 | 76 | 33.3 | 6.7 | 11.9 | .561 | 0.1 | 0.2 | .417 | 6.2 | 8.4 | .742 | 3.5 | 7.9 | 11.4 | 2.2 | 1.2 | 1.6 | 4.0 | 3.8 | 19.6 |
| 5  | Sam Perkins      | 34   | 82 | 20 | 26.5 | 4.0 | 9.7  | .408 | 1.6 | 4.4 | .355 | 2.3 | 2.9 | .793 | 1.2 | 3.2 | 4.5  | 1.5 | 1.0 | 0.6 | 1.0 | 2.1 | 11.8 |
| 6  | Vincent Askew    | 29   | 69 | 2  | 25.0 | 3.1 | 6.3  | .493 | 0.4 | 1.2 | .337 | 1.8 | 2.3 | .764 | 0.9 | 2.2 | 3.2  | 2.4 | 0.7 | 0.2 | 1.4 | 2.6 | 8.4  |
| 7  | Nate McMillan    | 31   | 55 | 14 | 22.9 | 1.8 | 4.3  | .420 | 0.8 | 2.2 | .380 | 0.5 | 0.7 | .707 | 0.7 | 3.1 | 3.8  | 3.6 | 1.7 | 0.3 | 1.4 | 2.6 | 5.0  |
| 8  | Ervin Johnson    | 28   | 81 | 60 | 18.8 | 2.2 | 4.3  | .511 | 0.0 | 0.0 | .333 | 1.0 | 1.6 | .669 | 1.6 | 3.8 | 5.3  | 0.6 | 0.5 | 1.6 | 1.2 | 3.0 | 5.5  |
| 9  | Frank Brickowski | 36   | 63 | 8  | 15.7 | 2.0 | 4.0  | .488 | 0.5 | 1.3 | .405 | 1.0 | 1.4 | .709 | 0.4 | 2.0 | 2.4  | 0.9 | 0.4 | 0.1 | 1.2 | 2.9 | 5.4  |
| 10 | David Wingate    | 32   | 60 | 3  | 11.6 | 1.5 | 3.5  | .415 | 0.3 | 0.6 | .441 | 0.5 | 0.7 | .780 | 0.3 | 0.7 | 0.9  | 1.0 | 0.3 | 0.1 | 0.7 | 1.1 | 3.7  |
| 11 | Eric Snow        | 22   | 43 | 1  | 9.0  | 1.0 | 2.3  | .420 | 0.0 | 0.2 | .200 | 0.7 | 1.1 | .592 | 0.2 | 0.8 | 1.0  | 1.7 | 0.7 | 0.0 | 0.9 | 1.2 | 2.7  |
| 12 | Steve Scheffler  | 28   | 35 | 2  | 5.2  | 0.7 | 1.3  | .533 | 0.0 | 0.1 | .200 | 0.3 | 0.5 | .474 | 0.4 | 0.5 | 0.9  | 0.1 | 0.2 | 0.1 | 0.2 | 0.7 | 1.7  |
| 13 | Sherell Ford     | 23   | 28 | 1  | 5.0  | 1.1 | 2.9  | .375 | 0.1 | 0.9 | .160 | 0.9 | 1.2 | .765 | 0.4 | 0.4 | 0.9  | 0.2 | 0.3 | 0.0 | 0.2 | 1.0 | 3.2  |

### Playoffs
| Rk | Jugador          | Edad | P  | PT | MP   | TC  | TCI  | %TC  | T3  | T3I | %T3  | TL  | TLI | %TL   | RO  | RD  | RT   | AS  | RB  | TAP | BP  | FP  | PTS  |
| -- | ---------------- | ---- | -- | -- | ---- | --- | ---- | ---- | --- | --- | ---- | --- | --- | ----- | --- | --- | ---- | --- | --- | --- | --- | --- | ---- |
| 1  | Gary Payton      | 27   | 21 | 21 | 43.4 | 7.7 | 15.9 | .485 | 2.0 | 4.8 | .410 | 3.3 | 5.2 | .633  | 0.9 | 4.2 | 5.1  | 6.8 | 1.8 | 0.3 | 3.0 | 3.3 | 20.7 |
| 2  | Detlef Schrempf  | 33   | 21 | 21 | 37.6 | 5.9 | 12.3 | .475 | 1.0 | 2.7 | .368 | 3.3 | 4.4 | .750  | 0.9 | 4.1 | 5.0  | 3.2 | 0.7 | 0.2 | 3.2 | 3.0 | 16.0 |
| 3  | Shawn Kemp       | 26   | 20 | 20 | 36.0 | 7.4 | 12.9 | .570 | 0.0 | 0.2 | .000 | 6.2 | 7.8 | .795  | 3.3 | 7.1 | 10.4 | 1.5 | 1.2 | 2.0 | 4.0 | 4.2 | 20.9 |
| 4  | Hersey Hawkins   | 29   | 21 | 21 | 34.0 | 3.6 | 8.0  | .452 | 1.0 | 3.0 | .344 | 4.0 | 4.5 | .895  | 0.8 | 2.2 | 3.0  | 2.2 | 1.3 | 0.2 | 1.6 | 2.6 | 12.3 |
| 5  | Sam Perkins      | 34   | 21 | 1  | 31.1 | 4.3 | 9.3  | .459 | 1.5 | 4.1 | .368 | 2.2 | 2.9 | .754  | 1.0 | 3.3 | 4.3  | 1.7 | 0.7 | 0.3 | 1.4 | 2.1 | 12.3 |
| 6  | Nate McMillan    | 31   | 19 | 0  | 20.3 | 1.5 | 3.6  | .406 | 1.0 | 2.1 | .475 | 0.5 | 0.7 | .643  | 0.7 | 3.0 | 3.7  | 2.7 | 1.2 | 0.3 | 1.1 | 1.8 | 4.4  |
| 7  | Vincent Askew    | 29   | 19 | 0  | 18.2 | 1.3 | 3.7  | .343 | 0.3 | 1.2 | .261 | 0.9 | 1.5 | .607  | 0.3 | 1.9 | 2.2  | 1.4 | 0.7 | 0.4 | 1.5 | 2.6 | 3.7  |
| 8  | Ervin Johnson    | 28   | 18 | 18 | 14.1 | 1.3 | 3.4  | .371 | 0.0 | 0.0 |      | 0.5 | 0.6 | .818  | 1.6 | 2.3 | 3.9  | 0.4 | 0.3 | 0.8 | 0.8 | 2.5 | 3.1  |
| 9  | Frank Brickowski | 36   | 21 | 3  | 9.8  | 0.8 | 1.8  | .421 | 0.3 | 1.0 | .273 | 0.1 | 0.2 | .750  | 0.1 | 1.3 | 1.4  | 0.5 | 0.3 | 0.2 | 1.0 | 2.6 | 2.0  |
| 10 | David Wingate    | 32   | 13 | 0  | 5.2  | 0.5 | 1.2  | .438 | 0.1 | 0.2 | .500 | 0.3 | 0.3 | 1.000 | 0.1 | 0.2 | 0.2  | 0.0 | 0.0 | 0.0 | 0.3 | 1.2 | 1.5  |
| 11 | Steve Scheffler  | 28   | 8  | 0  | 2.8  | 0.0 | 0.5  | .000 | 0.0 | 0.0 |      | 0.0 | 0.3 | .000  | 0.3 | 0.5 | 0.8  | 0.3 | 0.1 | 0.0 | 0.1 | 0.3 | 0.0  |
| 12 | Eric Snow        | 22   | 10 | 0  | 2.4  | 0.1 | 0.7  | .143 | 0.0 | 0.2 | .000 | 0.0 | 0.0 |       | 0.0 | 0.4 | 0.4  | 0.6 | 0.2 | 0.0 | 0.4 | 0.3 | 0.2  |

## Galardones y récords
| Jugador     | Galardón                                                                                          |
| Gary Payton | Mejor Defensor de la NBA 2.º Mejor quinteto de la NBA Mejor quinteto defensivo de la NBA All-Star |
| Shawn Kemp  | 2.º Mejor quinteto de la NBA All-Star                                                             |